# Gottfried II. (Ziegenhain)
Gottfried II. von Ziegenhain (* 1156; † um 1200) aus dem Geschlecht der Grafen von Ziegenhain war von 1189 bis zu seinem Tod regierender Graf von Ziegenhain.

## Herkunft
Gottfried war ein Sohn des Grafen Rudolf II. (* um 1132; † nach 1188) von Ziegenhain und dessen Frau Mechthild, der einzigen Schwester und nach dessen Tod Erbin des Grafen Berthold II. von Nidda.

## Graf von Ziegenhain
Nach dem Tod des Vaters 1188 oder Anfang 1189 folgte Gottfried ihm als regierender Graf und als Vogt der Abtei Fulda (bezeugt 1197), ein Amt, das im Hause Ziegenhain erblich war. Aus seiner Regierungszeit ist nicht viel bekannt, und selbst der Zeitpunkt seines Todes ist nicht überliefert. Ab 1195 findet er sich gemeinsam mit seinem jüngeren Bruder Ludwig I. (* um 1167, † 1229) in verschiedenen Urkunden als Zeuge, aber schon im Jahr 1200 bekunden Ludwig und der beiden Mutter Mechthild ohne Gottfried. (Zwei andere Brüder waren in den geistlichen Stand getreten, Giso als Kanoniker am Petristift in Fritzlar, Rudolf III. als Domherr in Hildesheim und Propst am Petersstift in Goslar. Ein weiterer Bruder, Gozmar V., taucht erst lange nach Gottfrieds Tod gelegentlich als Zeuge in Urkunden seines Bruders Ludwig auf.) Gottfried scheint somit im Jahre 1200 oder kurz zuvor verstorben zu sein. Ihm folgte als regierender Graf von Ziegenhain sein Bruder Ludwig I., der erst danach Gertrud (* um 1172; † nach 1222), die Witwe des Grafen Friedrich II. von Abenberg († 1201), heiratete.

## Ehe und Nachkommen
Gottfried war vermählt mit Heilwig zur Lippe (* um 1186, † nach 1244), einer Tochter Bernhards II. zur Lippe.
Aus dieser Ehe stammte der einzige namentlich bekannte Nachkomme, Rudolf IV. (* spätestens 1195, † 1250), der beim Tod seines Vaters noch sehr jung war und daher nicht dessen Nachfolger wurde. Er scheint auf ihm vererbten Allodbesitz gelebt zu haben. Ab 1222 erscheint er mehrfach als Zeuge in Urkunden seines Onkels Ludwig. Im Januar 1243 schenkte er alle seine ihm von seinen Eltern vermachten Güter und Hinterlassenschaften an Vasallen, Ministerialen, Ritter, Diener, Knappen und Mägde, Freie und Leibeigene, Burgen und Gehöfte, Städte und Dörfer, Zehnte und alle anderen seinem Vetter Berthold I. von Ziegenhain und dessen Sohn Gottfried V. Im Jahre 1246 bestätigte er dem Kloster Haina (Aulesburg) alle von seinem verstorbenen Vater Gottfried II., seinem Onkel Ludwig I. und dessen Söhnen Gottfried IV. und Berthold I. gemachten Schenkungen an Zehnten und sonstigen Besitzungen. Im Jahre 1250 ist er dann als verschieden beurkundet, als sein Vetter Berthold I. dem Deutschordenshaus Sachsenhausen 2 Pfund Gülten in Groß-Gerau als Seelgerät für seinen Bruder Gottfried IV. und seinen Verwandten Rudolf IV. schenkte.